# Castell de Guialmons
Castell de Guialmons fou un castell entorn del qual s'originà el poblament de Guialmons, al municipi de les Piles (Conca de Barberà), al segle xi. Les seves restes són declarades bé cultural d'interès nacional.

## Descripció
Les restes de l'antic castell de Guialmons estan situades darrere de l'església de Santa Maria de Guialmons, al costat nord-est. Només es conserva la paret nord-oest, continuació del mur de l'edifici religiós. Aquest mur fa uns 10 metres de longitud i 5 metres d'alçada. Els primers 5 metres tenen un parament força regular però els 5 restants estan més malmesos i l'aparell constructiu és una mica diferent.

## Història
El lloc de Guialmons apareix documentat per primera vegada l'any 1080 amb la grafia Gisalmon. La primera referència al castell és de l'any 1132, però quan es va escriure l'anterior document ja devia existir; en aquest document Alaric de Timor donà al seu fill Ramon diversos castells, entre ells el de Gisaleno.
Al segle xiv la propietat del castell passà a la família Boixadors, mitjançant la unió matrimonial de Francesca de Timor amb Berenguer de Boixadors. Posteriorment, el lloc passà a mans del comte de Savallà, descendent dels Boixadors, el qual mantingué la senyoria sobre l'indret fins a la desamortització del segle xix.